# Bromure d'allyle
Le bromure d'allyle ou 1-bromoprop-2-ène est un hydrocarbure halogéné, un organobromé. C'est un agent d'alkylation utilisé dans la synthèse de polymères, de médicaments, de composés allyliques et d'autres composés organiques comme en réagissant avec du propène pour former le 1,5-hexadiène. Physiquement, le bromure d'allyle est un liquide clair avec une odeur âcre, intense et persistante.
En traitant ce composé avec du zinc élémentaire, le bromure d'allylzinc, un organozincique est obtenu. Contrairement à la plupart des composés organométalliques qui sont pyrophosphoriques dans l'air et détruits par l'eau, le bromure d'allylzinc est stable en solution aqueuse et peut réagir avec des aldéhydes via une réaction du type de la réaction de Barbier, permettant de former une liaison carbone-carbone.